# Гарбор-Гіллс (Нью-Йорк)
Гарбор-Гіллс (англ. Harbor Hills) — переписна місцевість (CDP) в США, в окрузі Нассау штату Нью-Йорк. Населення — 562 особи (2020).

## Географія
Гарбор-Гіллс розташований за координатами 40°47′19″ пн. ш. 73°44′56″ зх. д. / 40.78861° пн. ш. 73.74889° зх. д. (40.788588, -73.749019).  За даними Бюро перепису населення США в 2010 році переписна місцевість мала площу 0,46 км², з яких 0,31 км² — суходіл та 0,15 км² — водойми.

## Демографія
Згідно з переписом 2010 року, у переписній місцевості мешкало 575 осіб у 180 домогосподарствах у складі 158 родин. Густота населення становила 1249 осіб/км².  Було 190 помешкань (413/км²).
Расовий склад населення:
| - 93,6 % — білих - 5,2 % — азіатів - 0,3 % — чорних або афроамериканців |

До двох чи більше рас належало 0,7 %. Частка іспаномовних становила 1,9 % від усіх жителів.
За віковим діапазоном населення розподілялося таким чином: 31,5 % — особи молодші 18 років, 53,0 % — особи у віці 18—64 років, 15,5 % — особи у віці 65 років та старші. Медіана віку мешканця становила 40,7 року. На 100 осіб жіночої статі у переписній місцевості припадало 89,1 чоловіків;  на 100 жінок у віці від 18 років та старших — 90,3 чоловіків також старших 18 років.
Середній дохід на одне домашнє господарство  становив 203 015 доларів США (медіана — 141 382), а середній дохід на одну сім'ю — 225 594 долари (медіана — 177 000). 
Цивільне працевлаштоване населення становило 246 осіб. Основні галузі зайнятості: науковці, спеціалісти, менеджери — 27,6 %, освіта, охорона здоров'я та соціальна допомога — 23,2 %, виробництво — 16,7 %, роздрібна торгівля — 14,2 %.